# Nell Fortner
Pour les articles homonymes, voir Fortner.
Nell Fortner, née le 3 mars 1959 à Jackson, dans l'État du Mississippi, est une joueuse et entraîneuse américaine de basket-ball. Elle évolue au poste d'arrière.